# Kreuz Koblenz
Kreuz Koblenz is een knooppunt in de Duitse deelstaat Rijnland-Palts.
Op kruist de A48 Dreieck Vulkaneifel-Dreieck Dernbach de A61 Nederlandse grens ten noordwesten van Nettetal-Dreieck Hockenheim.

## Geografie
Het knooppunt ligt in de gemeente Bassenheim.
Nabijgelegen steden zijn Koblenz en Mülheim-Kärlich.
Het knooppunt ligt ongeveer 50 kilometer ten zuidoosten van Bonn en ongeveer 10 km ten westen van Koblenz.

## Configuratie
Knooppunt
Het knooppunt is gebouwd als een klaverbladknooppunt met rangeerbanen voor beide snelwegen.
Rijstrook
Nabij het knooppunt hebben beide kruisende wegen 2x2 rijstroken. Alle verbindingswegen hebben één rijstrook.

## Verkeersintensiteiten
Dagelijks passeren ongeveer 90.000 voertuigen het knooppunt.
| Van                  | Naar                         | Gemiddeld aantal voertuigen per dag |
| -------------------- | ---------------------------- | ----------------------------------- |
| AS Ochtendung (A 48) | AK Koblenz                   | 25.600                              |
| AK Koblenz           | AS Koblenz-Nord (A 48)       | 44.200                              |
| AS Plaidt (A 61)     | AK Koblenz                   | 46.000                              |
| AK Koblenz           | AS Koblenz-Metternich (A 61) | 46.300                              |

## Richtingen knooppunt
| Aansluitende wegen                               | Aansluitende wegen | Aansluitende wegen | Aansluitende wegen | Aansluitende wegen                                               |
| ------------------------------------------------ | ------------------ | ------------------ | ------------------ | ---------------------------------------------------------------- |
| richting Bonn / Keulen / Mönchengladbach / Venlo |                    |                    |                    | richting Koblenz / Frankfurt a.M.                                |
|                                                  |                    |                    |                    |                                                                  |
|                                                  |                    |                    |                    |                                                                  |
|                                                  |                    |                    |                    |                                                                  |
| richting Saarbrücken / Trier Luxemburg           |                    |                    |                    | richting Koblenz-Metternich Luchthaven Hahn Mainz / Ludwigshafen |